# Ooencyrtus obscurus
Ooencyrtus obscurus är en stekelart som först beskrevs av Mercet 1921.  Ooencyrtus obscurus ingår i släktet Ooencyrtus och familjen sköldlussteklar. Arten är reproducerande i Sverige. Inga underarter finns listade i Catalogue of Life.